# Трой (Вермонт)
Трой (англ. Troy) — місто (англ. town) в США, в окрузі Орлінс штату Вермонт. Населення — 1722 особи (2020).

## Демографія
Згідно з переписом 2010 року, у місті мешкали 1662 особи в 687 домогосподарствах у складі 449 родин. Було 840 помешкань
Расовий склад населення:
| - 97,8 % — білих - 0,5 % — корінних американців - 0,2 % — азіатів - 0,1 % — чорних або афроамериканців |

До двох чи більше рас належало 0,8 %. Частка іспаномовних становила 1,0 % від усіх жителів.
За віковим діапазоном населення розподілялося таким чином: 22,8 % — особи молодші 18 років, 61,9 % — особи у віці 18—64 років, 15,3 % — особи у віці 65 років та старші. Медіана віку мешканця становила 40,3 року. На 100 осіб жіночої статі у місті припадало 98,1 чоловіків;  на 100 жінок у віці від 18 років та старших — 99,8 чоловіків також старших 18 років.
Середній дохід на одне домашнє господарство  становив 49 826 доларів США (медіана — 38 152), а середній дохід на одну сім'ю — 56 909 доларів (медіана — 45 208). Медіана доходів становила 38 375 доларів для чоловіків та 29 107 доларів для жінок. За межею бідності перебувало 16,9 % осіб, у тому числі 27,3 % дітей у віці до 18 років та 14,7 % осіб у віці 65 років та старших.
Цивільне працевлаштоване населення становило 712 осіб. Основні галузі зайнятості: освіта, охорона здоров'я та соціальна допомога — 20,6 %, мистецтво, розваги та відпочинок — 15,2 %, виробництво — 11,2 %, сільське господарство, лісництво, риболовля — 10,7 %.